# Campbellton (Terranova y Labrador)
Campbellton es un pueblo canadiense situado en la provincia de Terranova y Labrador.

## Superficie
Campbellton tiene una superficie de 35,81 km².

## Demografía
En 2021, tenía 459 habitantes, una densidad poblacional de 12,8 hab./km², y 289 viviendas.